# Roland Bezamat
Roland Alexandre Gaston Bezamat (nascido em 26 de maio de 1928) é um ex-ciclista de estrada francês que representou França nos Jogos Olímpicos de Verão de 1952 em Helsinque, conquistando a medalha de bronze no contrarrelógio por equipes. Também competiu na prova de estrada individual, no entanto ele não terminou a corrida.